# Fédération croate de football
Pour les articles homonymes, voir HNS.
La Fédération de Croatie de football (Hrvatski nogometni savez (hr) HNS) est une association regroupant les clubs de football de Croatie et organisant les compétitions nationales et les matchs internationaux de la sélection de Croatie.
La fédération nationale de Croatie est fondée en 1912. Elle est affiliée à la FIFA entre 1941 et 1944. La Croatie retrouve son siège à la FIFA en 1992 et est membre de l'UEFA depuis 1992 également. L'équipe croate a participé à plusieurs coupes européennes dont un quart de finale en 2012. Elle atteint la troisième place 🥉 de coupe du monde en 1998 et 2022 ainsi que la finale de la Coupe du monde de football de 2018 .